# Philodicus cinerascens
Philodicus cinerascens är en tvåvingeart som först beskrevs av Ricardo 1900.  Philodicus cinerascens ingår i släktet Philodicus och familjen rovflugor. Inga underarter finns listade i Catalogue of Life.